# بروهیسور
بروهیسور(نام علمی: Brohisaurus) نام یک سرده از راسته خزنده‌کفلان است.